# TMH
株式会社TMH（英: TMH Inc.）は、大分県大分市に本社を置き、半導体越境ECサイトを運営する日本の企業である。

## 概要
主に半導体越境ECサイトを活用した製造装置の販売・改善・移設・立上から半導体製造装置部品の修理・販売を行っている。ベンチャー経営手法を用いて、2018年に半導体製造装置・部品のプロ向け通販サイトLAYLA-EC.COMの運営をグローバルで開始した。2021年には国内半導体工場向けのECサイトとして展開を広げ、既に国内の半数以上の半導体工場が導入をしている。大分県本社の他、国内（茨城、三重、岩手）に拠点を置く。2020年度大分県地域牽引企業創出事業に認定、22年には経済産業省九州経済産業局からJ-STARUP KYUSHUに選定されている。

## 沿革
- 2012年3月 - 大分県大分市にて設立
- 2012年9月 - 三重県四日市市に中部営業拠点を設置
- 2016年4月 - 大分県知事から経営革新計画を認定
- 2016年4月 - 東京都港区白金台に関東拠点を設置
- 2016年8月 - 三重県四日市市に自社建屋を竣工し、中部地区支店を移転
- 2017年11月 - 第三者割当増資の実施（総額2億160万円）[4]
- 2018年4月 - 半導体製造装置・半導体製造装置部品に特化した越境ECサイトLAYLA（サイト名：レイラ） "https://www.layla-ec.com/"をグローバル向けに開始
- 2018年10月 - 東京都千代田区紀尾井町に関東拠点を移転
- 2018年11月 - 第三者割当増資の実施（総額4億2030万円）[5]
- 2019年5月 - 岩手県北上市に東北出張所を設置
- 2020年10月 - 大分県地域牽引企業に認定　[6]
- 2021年6月 - 茨城県土浦市に関東拠点を移転
- 2021年1月 - 内閣府、経済産業省、JETROが実施する世界トップレベルのアクセラレーターによるアクセラレーションプログラムへ参画 [7]
- 2021年12月 - 日本経済新聞社による企業価値10億ドル以上の企業の候補「NEXTユニコーン」企業の155位に選出[8]
- 2021年12月 - 第三者割当増資の実施[9]
- 2022年3月 - 経済産業省 九州経済産業局よりJ-Startup KYUSHUに選出[10]
- 2022年12月- 日本経済新聞社による企業価値10億ドル以上の企業の候補「NEXTユニコーン」企業の147位に選出
- 2023年1月 - 大分県ビジネスプラングランプリ　グランプリ枠　最優秀賞を受賞
- 2024年12月 - 東京証券取引所グロース市場並びに福岡証券取引所Q-Boardに上場[1][2]

## 事業内容

### メンテナンス事業
- 半導体製造装置・半導体製造装置部品の修理・販売・改造・移設

### 越境EC事業
- 半導体製造装置・半導体製造装置部品のE-Commerceサイトの運営